# Sport i Philadelphia
Philadelphia, Pennsylvania, USA, har en lång och rik tradition inom professionell, semiprofessionell, amatör-, college- och gymnasieidrott.

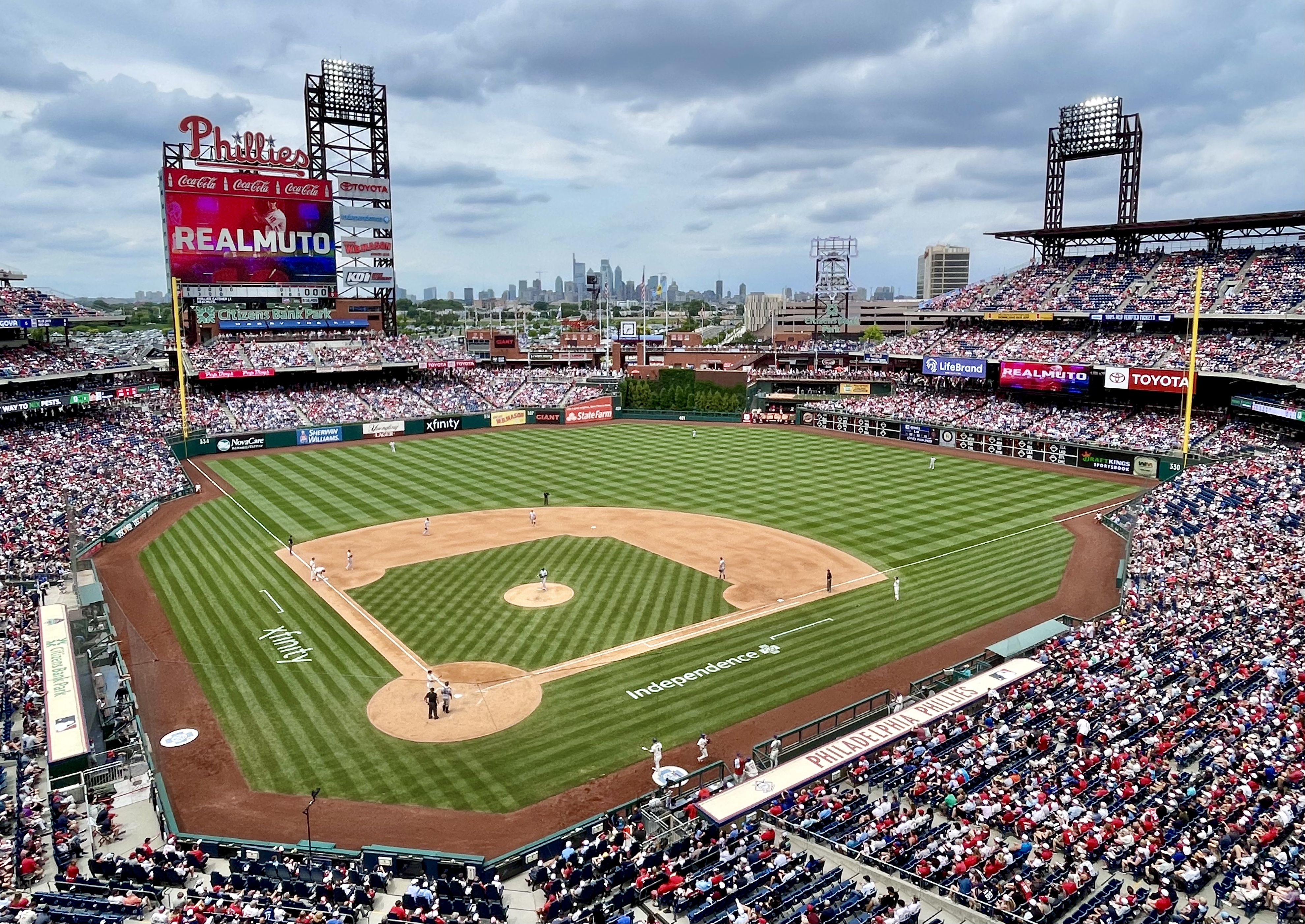
Citizens Bank Park i södra Philadelphia är hemmaplan för Philadelphia Phillies i Major League Baseball, den äldsta aktiva klubben som aldrig bytt namn eller stad i amerikas idrottshistoria. Klubben etablerades 1883.

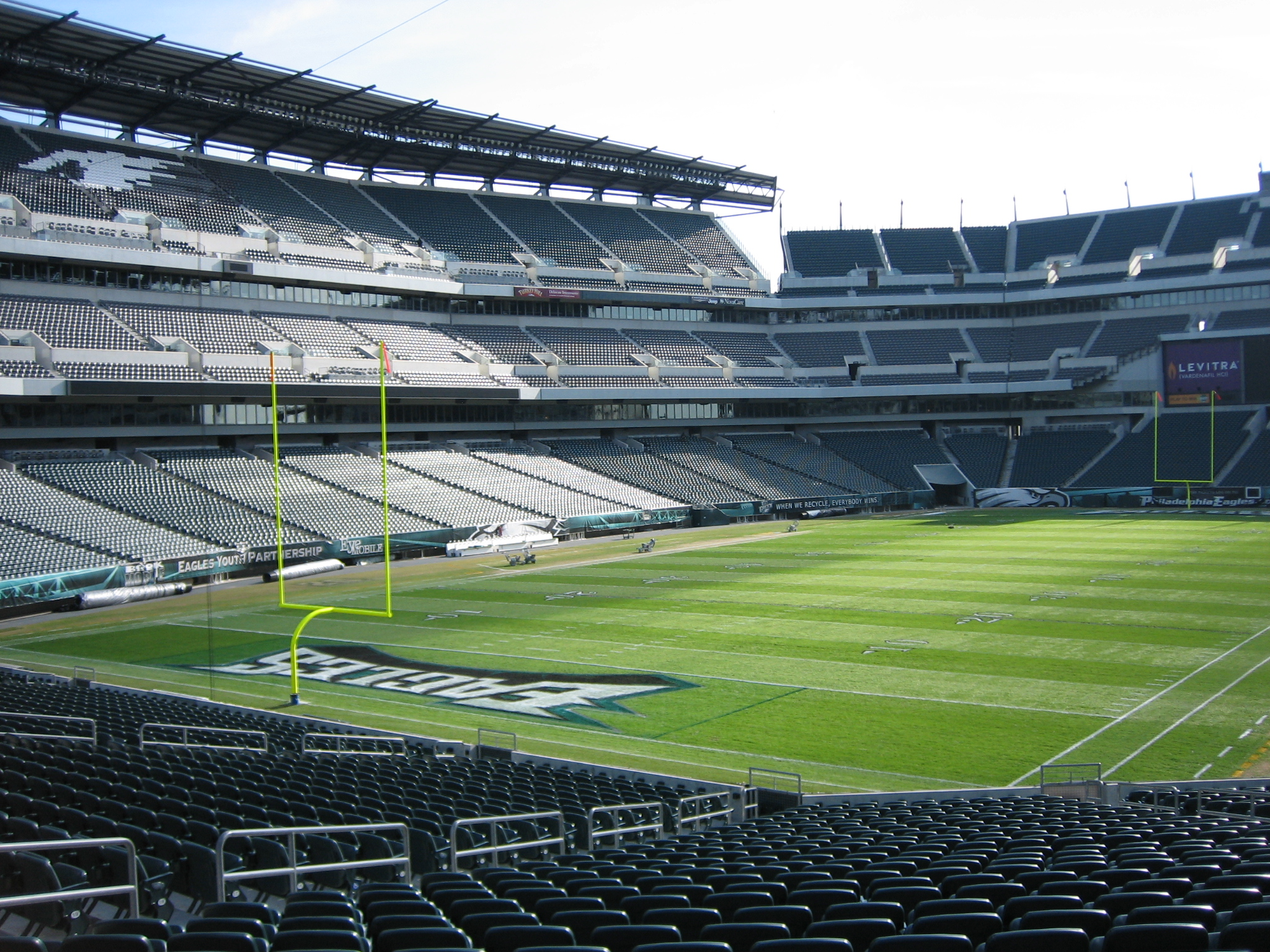
Lincoln Financial Field i södra Philadelphia, hemmaplan för Philadelphia Eagles i National Football League.

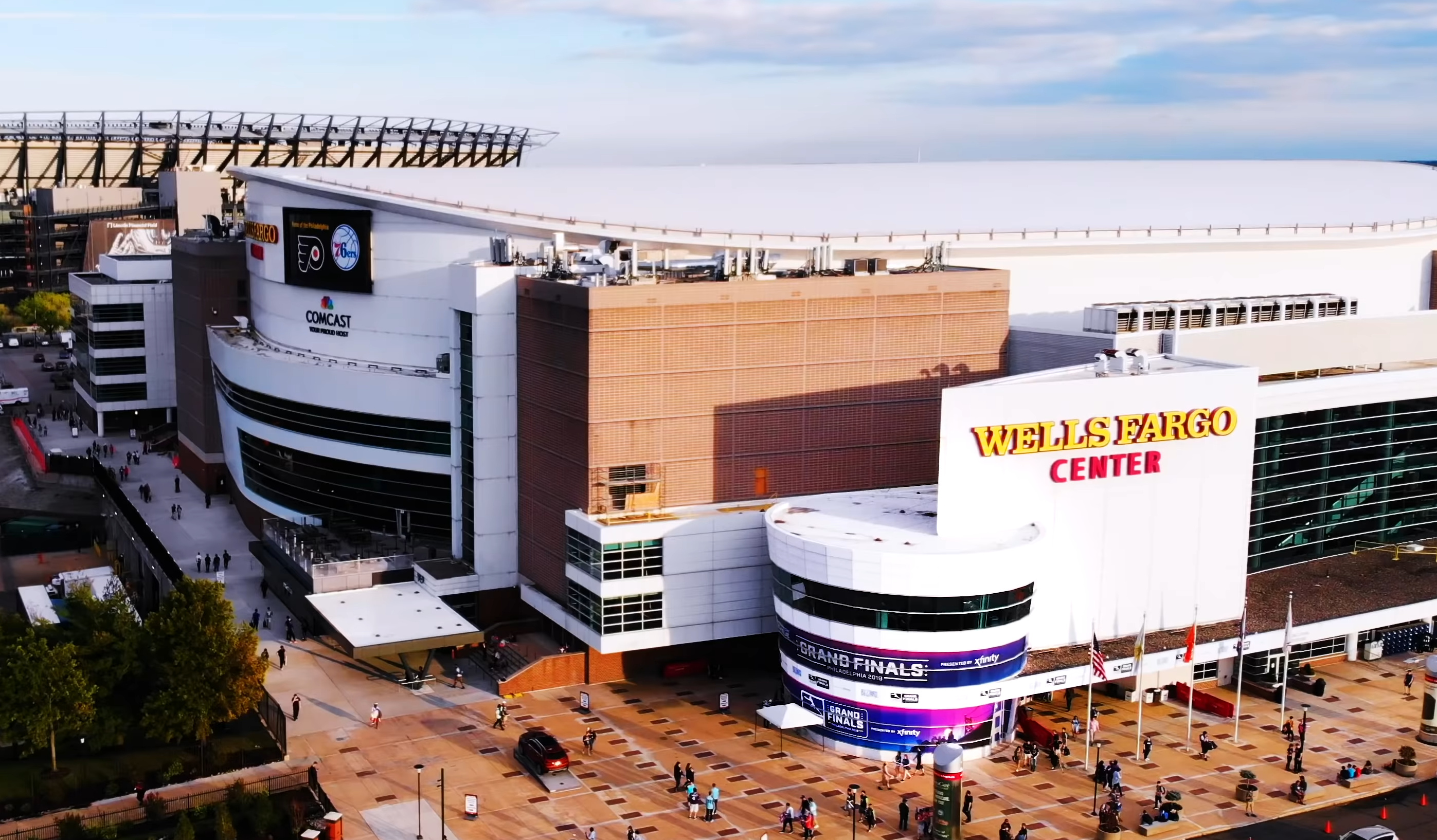
Wells Fargo Center i södra Philadelphia är hemmaplan för Philadelphia Flyers i National Hockey League och Philadelphia 76ers i National Basketball Association.

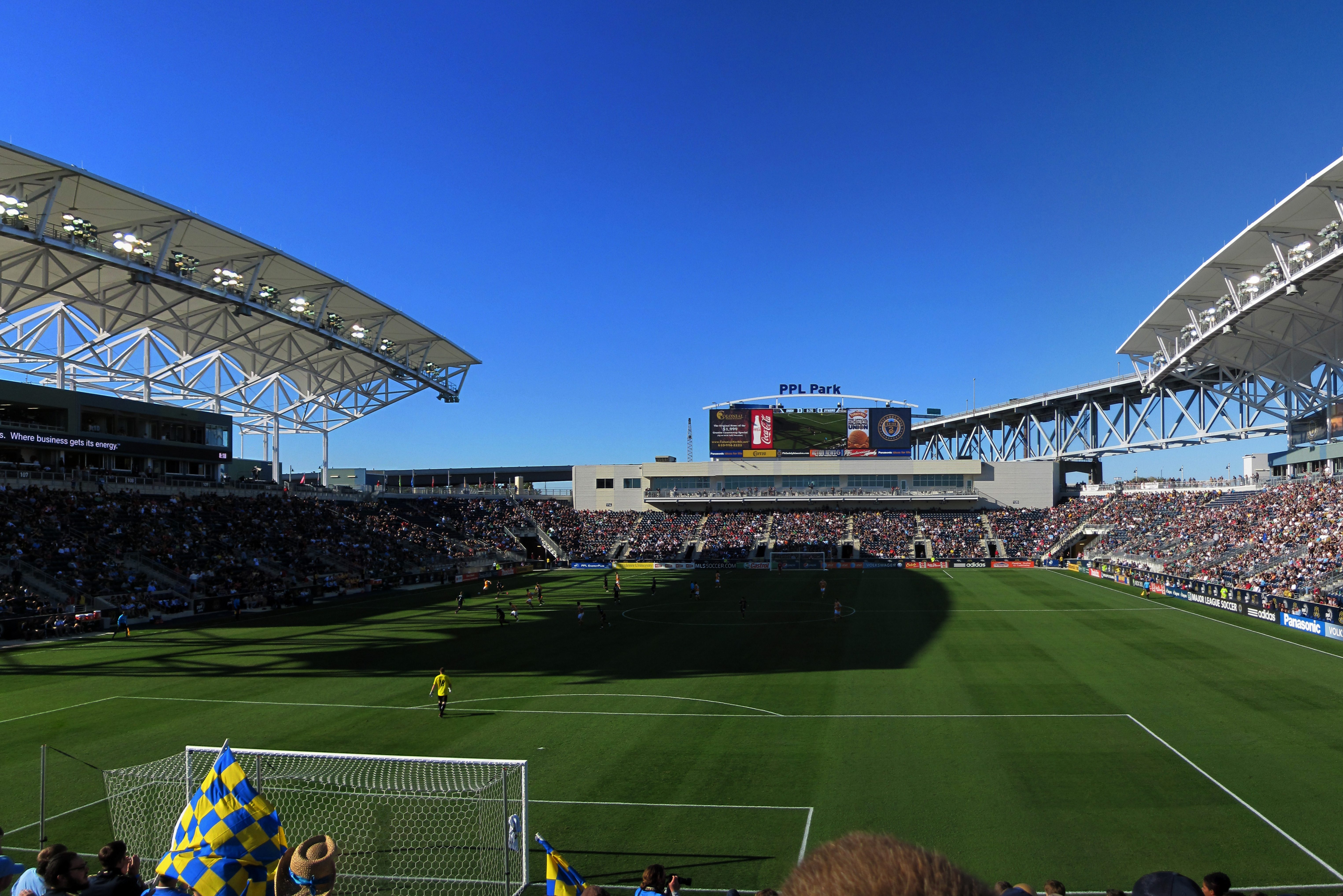
Subaru Park i Chester, är hemmaplan för Philadelphia Union i Major League Soccer.

Sport spelar en mycket viktig roll i kulturen i staden och Delawaredalen-området. Philadelphia sportfans anses vara några av de mest kunniga fansen inom sport, och är kända för sin extrema passion för alla sina lag. Philadelphia-fans, särskilt Phillies och Eagles fans, har ett rykte om sig att vara de  mest skoningslösa i hela Amerika.
Philadelphia är en av tretton städer som är värd för lag i de "fyra stora"  sportligorna i Nordamerika, och Philadelphia är en av bara fyra städer där ett lag från varje liga spelar inom stadens gränser. Dessa stora idrottslag är Philadelphia Phillies i Major League Baseball (MLB), Philadelphia Eagles i  National Football League (NFL), Philadelphia 76ers i National Basketball Association (NBA) och Philadelphia Flyers i National Hockey League (NHL). Varje lag har spelat i Philadelphia sedan åtminstone 1960-talet, och varje lag har vunnit minst två mästerskap. Sedan 2010 har Greater Philadelphia-området också varit hem för Philadelphia Union i Major League Soccer (MLS), vilket gör Philadelphia till en av endast nio städer som är värd för ett lag i de fem stora sportligorna. Före 1980-talet var Philadelphia hem för flera andra anmärkningsvärda professionella organisationer, inklusive Philadelphia Athletics, Frankford Yellow Jackets, Philadelphia Warriors, Philadelphia Quakers, Philadelphia Atoms och Philadelphia Field Club.

## Major league-klubbarna
Philadelphia har en lång historia inom professionella-idrottslag. Philadelphia är en av 6 städer i USA som har vunnit åtminstone ett mästerskap i NHL, NFL, MLB och NBA. Philadelphia har totalt 19 mästerskapstitlar, vilket placerar staden på plats sju bland nordamerikanska städer i totala mästerskap.
| Klubb                 | Liga | Division     | Arena                   | Plats        | Grundat | Titlar | Huvudtränare    | Sportchef     |
| --------------------- | ---- | ------------ | ----------------------- | ------------ | ------- | ------ | --------------- | ------------- |
| Philadelphia Phillies | MLB  | NL East      | Citizens Bank Park      | Philadelphia | 1883    | 2      | Rob Thomson     | Sam Fuld      |
| Philadelphia Eagles   | NFL  | NFC East     | Lincoln Financial Field | Philadelphia | 1933    | 4      | Nick Sirianni   | Howie Roseman |
| Philadelphia 76ers    | NBA  | Atlantic     | Wells Fargo Center      | Philadelphia | 1946    | 2      | Nick Nurse      | Elton Brand   |
| Philadelphia Flyers   | NHL  | Metropolitan | Wells Fargo Center      | Philadelphia | 1967    | 2      | John Tortorella | Daniel Briere |
| Philadelphia Union    | MLS  | Eastern      | Subaru Park             | Chester      | 2010    | 0      | Jim Curtin      | Ernst Tanner  |

Eagles, Phillies, Flyers, och 76ers spelar alla sina hemmamatcher vid South Philadelphia Sports Complex, ett idrottsområde i södra Philadelphia. Eagles spelar förnärvarande på Lincoln Financial Field, som byggdes 2003. Phillies spelar på Citizens Bank Park, som öppnades 2004. Både Flyers och 76ers delar på Wells Fargo Center, som invigdes 1996. Alla dessa arenor ligger med gå avstånd till tunnelbanestationerna NRG Station och Broad Street Line. Philadelphia Union i Major League Soccer spelar sina hemmamatcher på Subaru Park grannstaden Chester, cirka 20,9 km sydväst om Philadelphia.